# گرامن

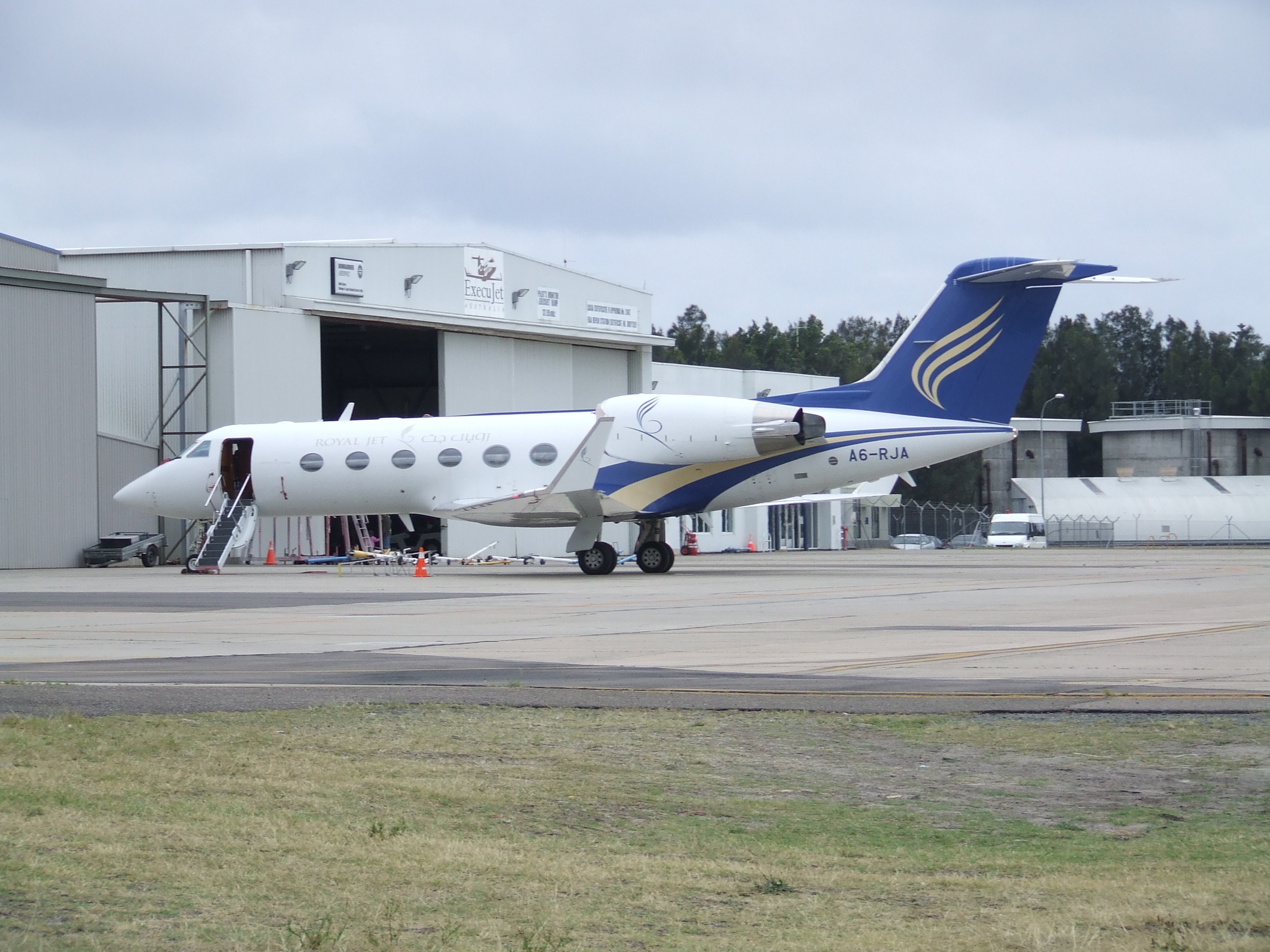
هواپیمای گلف‌استریم جی-۳۰۰؛ از تولیدات شرکت گرومن

گرامَن (به انگلیسی: Grumman) شرکت هوافضای آمریکایی بود، که در زمینه طراحی و ساخت انواع هواگردها و جنگنده‌های نظامی، هواپیماهای تجاری و ترابری، همچنین تولید تجهیزات نظامی فعالیت می‌کرد. شرکت گرومن در سال ۱۹۲۹ توسط لیروی گرامن تأسیس شد و در سال ۱۹۹۴ توسط شرکت نورثروپ خریداری گردید، سپس با ادغام آن‌ها، شرکت نورثروپ گرامن تأسیس شد. این شرکت هم‌اکنون از بزرگترین تولیدکنندگان صنایع دفاعی جهان محسوب می‌شود.

## تاریخچه

### آغاز کار
لیروی گرومن در دهه ۱۹۲۰ برای شرکت مهندسی هوایی لئونینگ کار می‌کرد، اما زمانی که آن شرکت توسط شرکت هوایی کیستون خریداری و عملیات آن را از شهر نیویورک به پنسیلوانیا منتقل کردند، گرامن و همکاران او (ادموند وارد پور، ویلیام شندلر، جیک سویربول و کلینت تول) شرکت خود را در یک کارخانه قدیمی هواپیمایی کاکس کلمین در بالدوین واقع در لانگ آیلند، نیویورک تأسیس کردند.
شرکت به عنوان یک کسب و کار در ۵ دسامبر ۱۹۲۹ آغاز به کار خود و درهای خود را در ۲ ژانویه ۱۹۳۰ گشود. گرامن کار خود را با همکاری با نیروی دریایی آمریکا آغاز کرد و این آغاز کار گرامن در بازار هوانوردی بود. اولین هواپیمای گرامن برای نیروی دریایی بود، گرامن اف‌اف-۱ هواپیمایی دوباله با ارابه فرود جمع شدنی را طراحی و تولید کرد. این طرح توسط تعدادی از طرح‌های موفق دیگر دنبال شد.

### جنگ جهانی دوم
در طول جنگ جهانی دوم، گرومن با ساخت هواپیماهای جنگنده اف ۴ اف وایلد کت (گربه وحشی) و اف ۶ اف هل کت (گربه جهنم) برای نیروی دریایی معروف شد و همچنین برای آن بمب افکن اژدرانداز تی‌بی‌اف آونجر. گرامن اولین هواپیما ی خود با موتور جت را در ۲۴ نوامبر ۱۹۴۷ به پرواز در آورد بنام اف ۹ اف پاندر و در سال ۱۹۴۹ این هواپیمای جت را عملیاتی کرد. موفقیت بزرگ گرامن پس از جنگ در دهه شصت با آ-۶ اینترودر و در دهه هفتاد با اف-۱۴ تامکت بود.

### ماژول ماه‌نشین آپولو

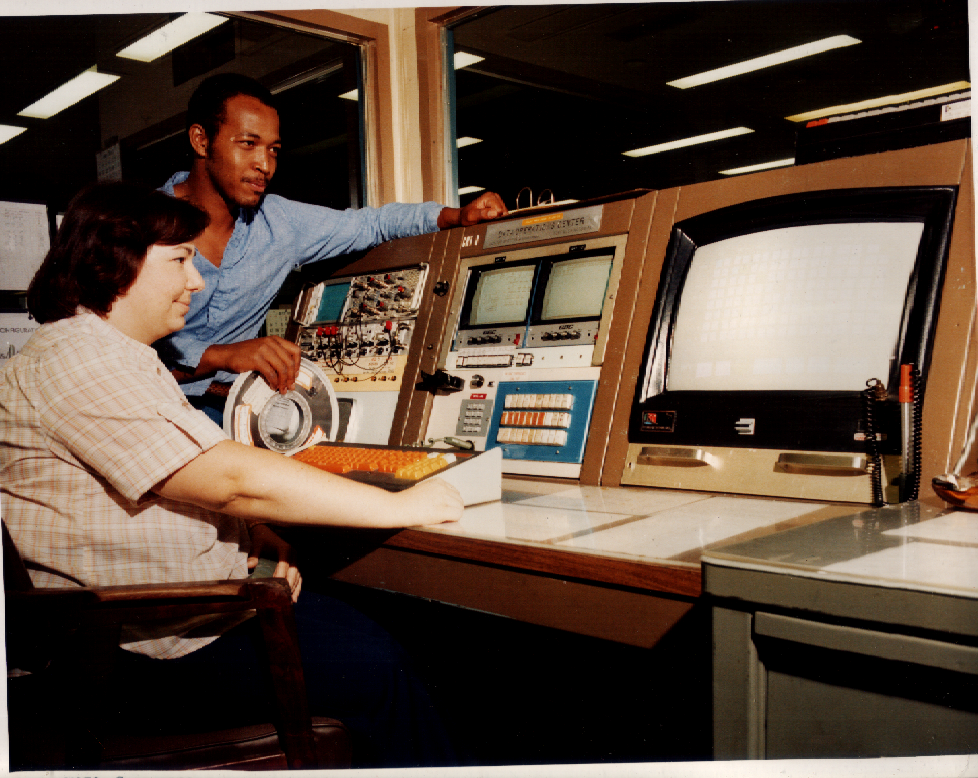

گرامن پیمانکار اجرایی آپولو در ماژول ماه‌نشین بود، که انسان را بر سطح ماه نشاند. آن‌ها قرارداد را در ۷ نوامبر ۱۹۶۲ دریافت کرده و ۱۳ ماژول ماه‌نشین ساختند. در حالیکه برنامه فضایی آپولو به پایان می‌رسد، گرامن یکی از رقبای اصلی برای قرارداد طراحی و ساخت شاتل فضایی بود، اما در نهایت آن به شرکت راکول اینترنشنال باخت. در سال ۱۹۶۹ شرکت خود را به شرکت هوا فضای گرامن تغییر نام داد، و در سال ۱۹۷۸ بخش هوانوردی آن را به شرکت هوایی گلف استریم فروخت. گرامن کامیون حمل‌ونقل پر عمر (ال‌ال‌وی) را نیز طراحی کرد که توسط خدمات پستی ایالات متحده به کار گرفته شد. ال‌ال‌وی در سال ۱۹۸۶ وارد خدمت شد.

## لانگ آیلند
در طی جنگ سرد گرامن بزرگترین شرکت استخدام‌کننده در لانگ آیلند بود. تولیدات گرامن به قدری قابل اعتماد و خوش ساخت بودند که شرکت سازنده آن‌ها «صنایع فلزی گرامن» خطاب می‌کردند. با توسعه و پیشرفت شرکت محلش را به ولی استریم نیویورک و سپس فارمینگ‌دال و در نهایت بث پیج تغییر داد. تأسیسات آزمایش و کارخانجات تولیدی آن، مساحتی بالغ بر ۶۰۰۰ هکتار را شامل می‌شد، که در ایستگاه تسلیحات دریایی، در منطقه کاورتون نیویورک قرار داشتند. شمار کارکنان شرکت گرامن در اواسط دهه ۱۹۸۰ میلادی، بالغ بر ۲۳٫۰۰۰ نفر بود.